# Fairey F.2
Fairey F.2 byl prototyp britského stíhacího letounu vzniklý v době první světové války. Jednalo se o první letoun zkonstruovaný společností Fairey Aviation.

## Vývoj
Fairey F.2 byl v roce 1916 britskou Admiralitou objednán jako dálkový stíhací letoun, určený pravděpodobně k boji s německými zeppeliny.:s.54 Jednalo se o rozměrný dvouplošník s tříčlennou osádkou, poháněný dvěma motory Rolls-Royce Falcon, se zdvojenými svislými ocasními plochami, čtyřkolým příďovým podvozkem s pomocnou záďovou ostruhou, a křídly vně motorů sklopnými směrem vzad. Jeho výzbroj se skládala ze dvou kulometů Lewis ráže 7,7 mm na oběžném kruhu Scarff, jednoho ve střelišti na přídi trupu a druhého na jeho hřbetě, za odtokovou hranou křídel.

## Operační historie
Po postavení v Harlingtonu byl stroj v rozloženém stavu přepraven na letiště Northolt, odkud 17. května 1917 poprvé vzlétl,:s.52 ale v té době již zájem Admirality o typ opadl. Letoun byl shledán pomalým a náročným na ovládání, a k jeho sériové produkci proto následně nedošlo.

## Uživatelé
- Spojené království
  - Royal Naval Air Service

## Specifikace
Údaje podle publikace Fairey Aircraft since 1915:s.54

### Hlavní technické údaje
- Osádka: 3 (pilot a dva střelci)
- Délka: 12,3 m (40 stop a 6 palců)
- Rozpětí: 23,5 m (77 stop)
- Výška: 4,1 m (13 stop a 6 palců)
- Nosná plocha: 75,6 m² (814 čtverečních stop)
- Vzletová hmotnost: 2 213 kg (4 880 lb)
- Pohonná jednotka: 2 × řadový motor Rolls-Royce Falcon
- Výkon pohonné jednotky: 190 hp (141,7 kW)

### Výkony
- Maximální rychlost: 150 km/h (80,8 uzlu, 93 mph) na úrovni mořské hladiny
- Výstup do výše 1 524 m (5 000 stop): 6 minut
- Vytrvalost: 3 hodiny a 30 minut

### Výzbroj
- 2 × pohyblivý kulomet Lewis ráže 7,7 mm